# Erik Hoffmann (Radsportler)
Erik Hoffmann (* 22. August 1981 in Windhoek, Südwestafrika) ist ein ehemaliger namibischer Radsportler deutscher Abstammung.

## Werdegang
Erik Hoffmanns Familie lebt in der vierten Generation in Namibia. Hoffmann selber reiste 2001, im Jahr nach seinem Abitur, erstmals nach Deutschland.
Hoffmann gewann dreimal die namibischen Meisterschaften im Einzelzeitfahren und zweimal im Straßenrennen sowie zweimal den Nedbank Cycle Classic. In Deutschland fuhr er zunächst beim 1. RV Stuttgardia und anschließend beim RSV Ebnet. 2006 und 2007 fuhr er für das deutsche Continental Team Lamonta bekommen. Für dieses Team gewann er 2007 eine Etappe des Circuito Montañés. Bei den B-Weltmeisterschaften 2007 konnte er die Silbermedaille gewinnen und so Namibia einen Startplatz bei den Olympischen Spielen 2008 in Peking sichern. Dort belegte er im Straßenrennen den 22. Platz.
Hoffmann studierte seit 2001 Elektrotechnik an der Universität Stuttgart. Im Oktober 2009 schloss er sein Studium im Bereich Lasertechnik ab. Er lebt in Stuttgart (Stand 2011).
Seine Radsportkarriere beendete er im Jahr 2012.

## Teams
- 2006–2007: Team Lamonta
- 2008: Giant Asia Racing Team

## Erfolge
2004
- Namibischer Meister – Straßenrennen
- Namibischer Meister – Einzelzeitfahren
- Nedbank Cycle Classic

2006
- Namibischer Meister – Einzelzeitfahren

2007
- Namibischer Meister – Straßenrennen
- eine Etappe Circuito Montañés

2009
- Namibischer Meister – Einzelzeitfahren
- Namibian Cycle Classic